# La noche del terror ciego
La Noche del terror ciego (în portugheză A Noite do Terror Cego, română Noaptea terorii oarbe, engleză The Night of the Blind Terror) este un film de groază spaniol scris și regizat de Amando de Ossorio. Filmul a fost primul din seria Blind Dead. În el, Ossorio introduce conceptul cavalerilor Templieri care se întorc la viață ca zombi. Faptul că sunt orbi este explicat prin faptul că ochii lor au fost ciuguliți de păsări după ce cadavrele lor fuseseră lăsate pe eșafoade.

## Prezentare
Un bărbat și două femei se află în vacanță. Aceștia petrec noaptea între ruinele unei mănăstiri străvechi, unde rămășițele oamenilor, omorâți pentru vrăjitorie, se întorc la viață ca zombi, morți fără ochi.

## Distribuție
- Lone Fleming – Betty Turner
- César Burner – Roger Whelan
- María Elena Arpón – Virginia White
- José Thelman – Profesor Pedro Candal
- Rufino Inglés – Inspector Oliveira
- Verónica Llimera – Nina

## Filme din seriaTemplarios Ciegos/Blind Dead
- La noche del terror ciego / Tombs of the Blind Dead (1971)
- El ataque de los muertos sin ojos / Return of the Blind Dead (1973)
- El Buque Maldito / The Ghost Galleon (1974)
- La Noche de las Gaviotas / Night of the Seagulls (1975)

## Legături externe
- La noche del terror ciego la Internet Movie Database
- La noche del terror ciego la Allmovie
- Review